# 요코제키 고이치
요코제키 고이치(일본어: 横関 浩一, 1979년 9월 11일 ~ )는 일본의 전 축구 선수이다.

## 구단 경력
과거 방포레 고후에서 활동하였다.